# Anisodes rhodobapta
Anisodes rhodobapta là một loài bướm đêm trong họ Geometridae.